# Anders Askevold
Anders Askevold (ur. 25 grudnia 1834 w Sunnfjord, zm. 22 października 1900 w Düsseldorfie) – norweski malarz pejzażysta.

## Życiorys
Anders Askevold urodził się 25 grudnia 1834 roku w Sunnfjord w rodzinie nauczyciela i organisty Monsa Andersena Askevolda (1806–1889) i Johanny Johannesdatter Grov (1809–1901). Po skończeniu kilku klas lokalnej szkoły podstawowej, Askevold przerwał naukę z uwagi na trudną sytuację finansową rodziny. Pasał krowy a w wolnym czasie rysował i malował.
W wieku 13 lat, dzięki pomocy finansowej proboszcza, został uczniem malarza Hansa Legangera Reuscha w Bergen (1847–1854). Następnie studiował u Franza Wilhelma Schiertza (1813–1887) i Knuda Bergsliena (1827–1908). Odbył wówczas również półroczny pobyt w Christianii w Oslo, gdzie zajął się kopiowaniem dzieł i aby zarobić na dalsze wykształcenie malował portrety na zamówienie.
W 1855 roku przybył do Düsseldorfu, gdzie kształcił się u norweskiego malarza Hansa Gudego (1825–1903) i w akademii sztuk pięknych, której Gude był profesorem. Lata 1858–1860 spędził w Bergen malując pejzaże. Dzięki stypendium państwowemu wrócił do Düsseldorfu a w latach 1861–1866 mieszkał i pracował w Paryżu, skąd wrócił do Bergen. Kolejne pobyty studyjne odbył w Düsseldorfie (1869) i Monachium (1877–1878), gdzie kształcił się u malarza zwierząt Friedricha Voltza (1817–1886). W latach 1883–1900 był członkiem düsseldorfskiego stowarzyszenia malarzy Malkasten.
W 1862 roku poślubił Katarinę Marię Didrikę Gran (1834–1917), z którą miał ośmioro dzieci. Zmarł 22 października 1900 roku w Düsseldorfie.

## Działalność
Askevold malował pejzaże i zwierzęta. Specjalizował się w ukazywaniu norweskiego krajobrazu leśnego, często umieszczając stada krów na pierwszym planie. Malował również norweskie fiordy.
Najwcześniej datowanym obrazem Askevold jest Fjøs z 1856 roku, przedstawiający stado czarno-białych krów w kamiennej stodole widzianych od tyłu w kamiennej stodole. Do jego najbardziej znanych i charakterystycznych obrazów zalicza się utrzymane w ciepłych kolorach Aften ved en elv (1870) i Sommerdag ved tjernet (1876), ukazujące duże stada krów z pasterkami. W okresie późniejszym jego obrazy charakteryzowała rutyna, zarówno jeśli chodzi o wybór tematu jak i kompozycję.
Askevold był jednym z najpopularniejszych malarzy norweskich doby późnego romantyzmu. Prace wystawiał na wystawach w kraju i za granicą, m.in. na wystawach światowych w Londynie (1862), Paryżu (1867, 1878), Wiedniu (1873) i Filadelfii (1876). Na wystawach w Londynie, Wiedniu i Filadelfii jego obrazy zostały nagrodzone medalami, złotym w Londynie.

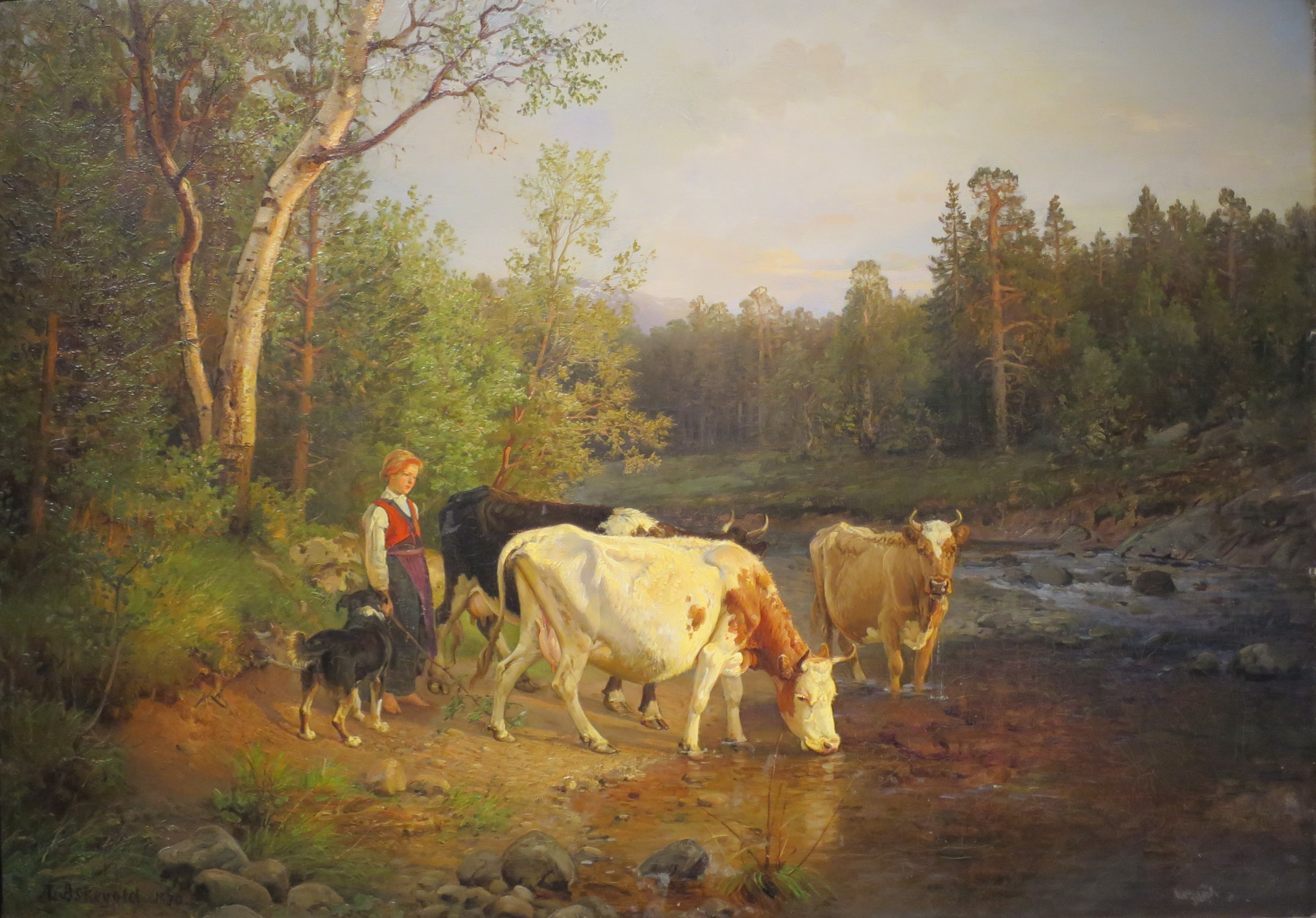
Krajobraz z krowami, 1870
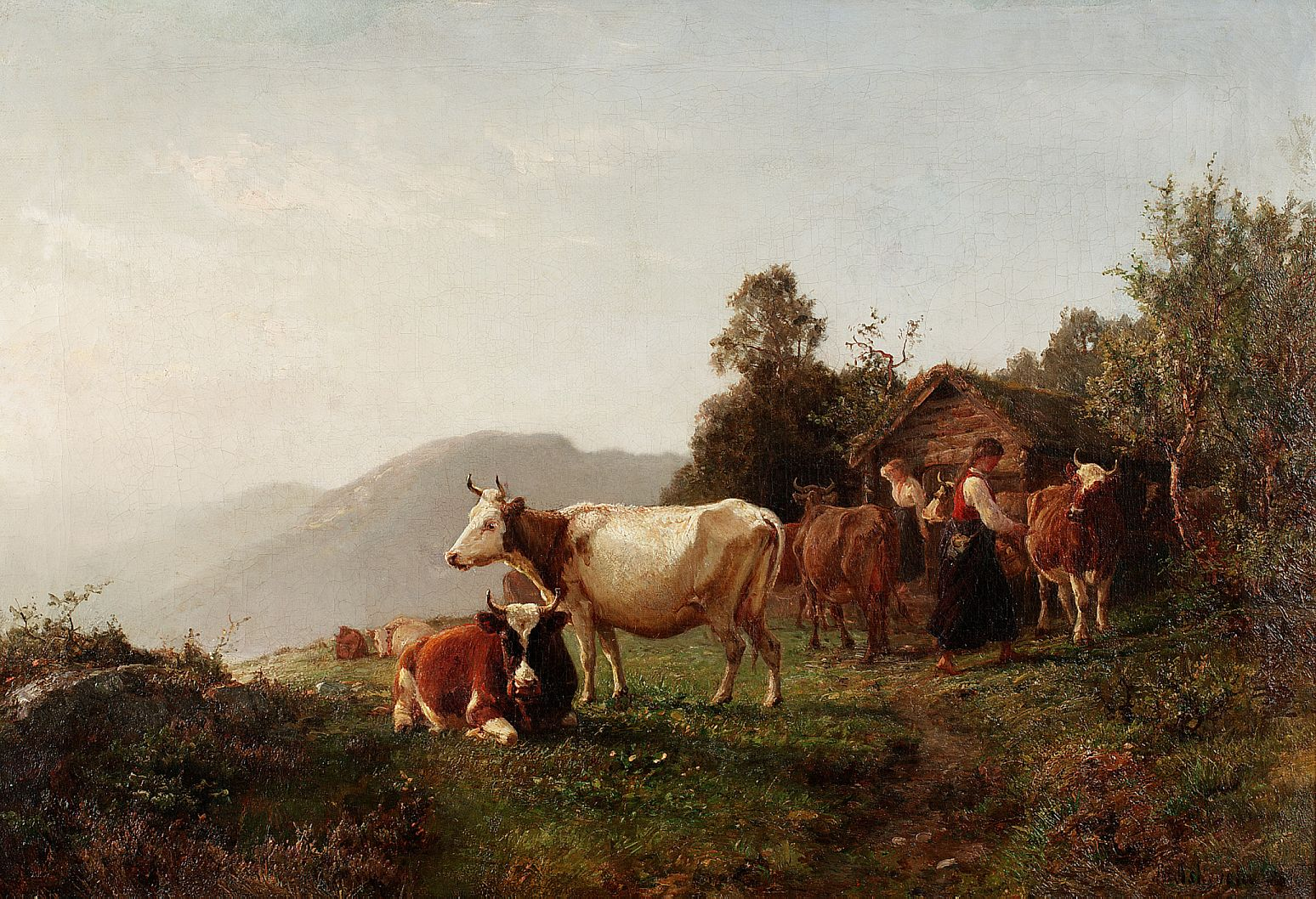
Krajobraz letni z krowami, 1860
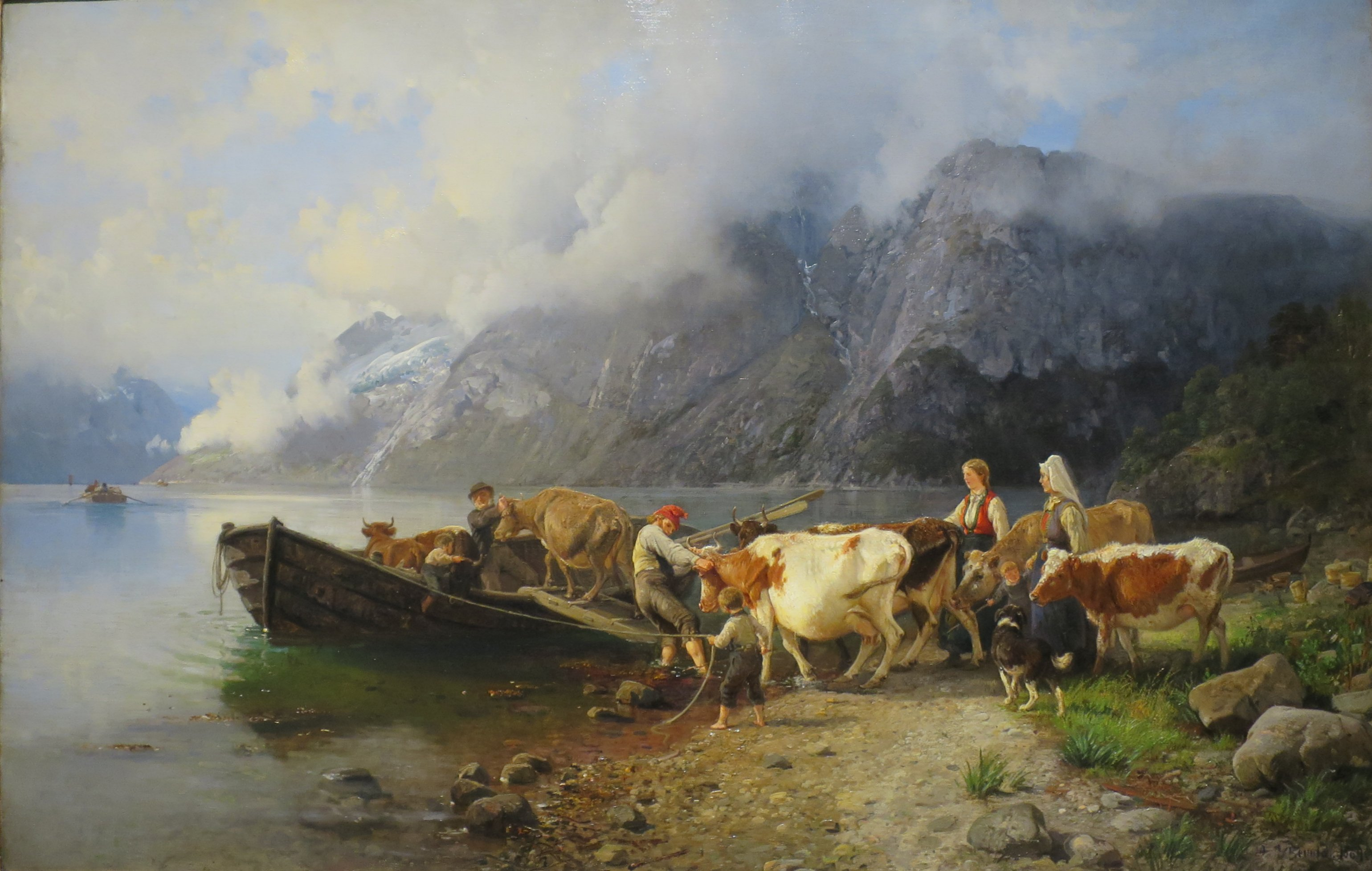
Pejzaż fiordu z krowami, 1869